# Station Czeruchy
Station Czeruchy is een spoorwegstation in de Poolse plaats Pniewo-Czeruchy.